# Roberto Enríquez Asenjo
Roberto Enríquez Asenjo (Arganza, Lleó, 20 de gener de 1968) és un actor espanyol de cinema, teatre i televisió, reconegut pel seu paper com "Fabio" a la sèrie de Netflix i Antena 3, "Vis a vis".

## Carrera artística
Roberto Enríquez és nascut a Arganza però ha passat tota la seva vida en Valladolid i en les seves biografies sol figurar com la seva ciutat d'origen; en aquesta ciutat va créixer, va viure i es va formar professionalment, fins que es va desplaçar a Madrid per a començar la seva carrera com a actor.
La seva formació comença a l'Escola d'Art Dramàtic de Valladolid, on va estudiar entre els anys 1986 i 1989. Posteriorment va ser alumne del Laboratori Teatral de William Layton (1989-1992), va continuar preparant-se en l'Estudi Actoral Juan Carlos Corazza (1994-1998), i va realitzar cursos d'Interpretació impartits per Augusto Fernández des de 1999 a 2002.
Els seus inicis van ser en el teatre a la fi dels vuitanta, concretament en l'obra Como gustéis. Després va interpretar altres obres de William Shakespeare (Hamlet, El mercader de Venècia) i clàssics grecs (l' Orestíada). La seva interpretació en La gavina, dirigida per Amelia Ochandiano en 2002-2003, el va portar a estar nominat per als premis Max i en els premis Unión de Actores de l'any 2003, en la categoria de Millor actor protagonista. Aquesta obra va comptar també amb els actors Carme Elias, Silvia Abascal, Marta Fernández Muro i Pedro Casablanc, entre d'altres. L'any 2005 va interpretar a Virgili en l'obra Infierno basada en laDivina Comèdia de Dante Alighieri i dirigida per Tomaž Pandur.
La seva popularitat comença en treballar en televisió. S'inicia a la sèrie Colegio Mayor en 1994, on compartia paper amb Antonio Resines, Enrique San Francisco o Jorge Sanz, Ángeles Martín, Daniel Guzmán, Cayetana Guillén Cuervo, Lola Baldrich o Achero Mañas entre d'altres.
Va debutar al cinema el 1999 a la pel·lícula de Manuel Iborra, Pepe Guindo, protagonitzada per Fernando Fernán Gómez. Apareix a la sèrie 7 vidas i té un paper destacat a la pel·lícula Marta y alrededores protagonitzada per Marta Belaustegui. Després apareix a sèrie com Ellas son así i Pepa y Pepe. En el 2002 es fa més conegut al públic pel seu paper a Esencia de poder, una telenovel·la emesa per Telecinco i amb Marián Aguilera com a contrapunt femení.
Deixa la sèrie per protagonitzar la pel·lícula El alquimista impaciente de Patricia Ferreira sobre la novel·la homònima de Lorenzo Silva, per la qual és nominat com a Millor Actor Revelació en els Premis Goya del 2003. No abandona la televisió i apareix en sèries d'èxit com Hospital Central, per a després passar a coprotagonitzar amb Sancho Gracia, Cayetana Guillén Cuervo i Sergio Peris-Mencheta la sèrie de televisió Lobos. El 2004 protagonitza El principio de Arquímedes del director Gerardo Herrero amb Marta Belaustegui. Repeteix amb Gerardo Herrero a Los aires difíciles (adaptació d'una novel·la d'Almudena Grandes). També en 2004 protagonitza Nubes de Verano de Felipe Vega. El 2006 interpreta Paolo Orsini a la superproducció espanyola Los Borgia. El 2007 protagonitza la sèrie Quart, el hombre de Roma inspirada en una obra d'Arturo Pérez-Reverte, juntament amb Ana Álvarez, Josep Maria Pou, Daniel Grao, Mingo Ràfols, Biel Duran. Participa en la minisèrie que narra les aventures del famós atracador de banc El solitari, interpretant a l'inspector Daniel Figuera. Al febrer de 2008 protagonitza en el Teatre Español Don Juan, príncipe de las tinieblas dirigit per Hermann Bonnín.
En març de 2008 protagonitza la primera temporada de la sèrie La Señora amb Rodolfo Sancho y Adriana Ugarte, dirigida per Jordi Frades i escrita per Virginia Yagüe, i amb altres actors com Ana Wagener, Berta Ojea, Raúl Prieto, Raúl Peña, Carmen Conesa, Pepo Oliva, Alberto Ferreiro, Alberto Jiménez i Laura Domínguez. La sèrie fou emesa durant tres temporades fins al 2010. Pel seu paper fou nominat als XVIII Premis de la Unión de Actores en la categoria d'Actor Protagonista de Televisió. També fou guardonat en l'I Festival de Televisió i Cinema Històric Ciutat de Lleó, amb el premi, Esment Especial del Jurat, en la categoría de Televisió.
El 22 d'abril de 2010, estrena al teatre Arriaga de Bilbao, l'obra 19:30 escrita per Patxi Amezcua, codirigida per Alfonso Fernández i Ramón Ibarra, una producció conjunta entre de K. Producciones, i el teatre Arriaga. El juliol de 2010, participa a la sèrie Hispania, la leyenda d'Antena 3 Televisión, produïda per Bambú Producciones i on interpreta Viriat fins 2011. També participa als primers capítols de 14 de Abril, la República. El 9 de març de 2012 estrena a Avilés l'obra de teatre Málaga. de Lukas Bärfuss dirigida per Aitana Galán i amb Ana Wagener i Críspulo Cabezas .
El 2013 participa en la segona temporada de la sèrie Isabel o interpreta Abu-l-Hàssan Alí ibn Sad, soldà de Granada i pare de Boabdil. Després de participar en diverses obres de teatre el 2015 encarna el paper de Fabio a Vis a vis, paper pel qual fou nominat als XXV Premis de la Unión de Actores. Amb posterioritat ha participat a diverses obres de teatre i a la sèrie de Movistar+ El embarcadero.

## Cinema[10]
| Any  | Títol                                             | Director                        |
| ---- | ------------------------------------------------- | ------------------------------- |
| 2016 | Garantía Personal                                 | Rodrigo Rivas                   |
| 2012 | Guatsap (Curt)                                    | Jorge Roelas                    |
| 2009 | Gordos                                            | Daniel Sánchez Arévalo          |
| 2007 | No me pidas que te bese, porque te besaré         | Albert Espinosa                 |
| 2007 | Vidas pequeñas                                    | Enrique Gabriel                 |
| 2007 | El Edén Perdido (TV movie)                        | Manuel Estudillo                |
| 2006 | Suspiros del corazón                              | Enrique Gabriel                 |
| 2006 | Eskalofrío                                        | Isidro Ortiz                    |
| 2006 | Los Borgia                                        | Antonio Hernández               |
| 2005 | Los aires difíciles                               | Gerardo Herrero                 |
| 2005 | AzulOscuroCasiNegro                               | Daniel Sánchez Arévalo          |
| 2005 | La culpa del alpinista (Curt)                     | Daniel Sánchez Arévalo          |
| 2004 | Canciones de invierno (Curt)                      | Félix Viscarret                 |
| 2003 | Nubes de verano                                   | Felipe Vega                     |
| 2003 | El principio de Arquímedes                        | Gerardo Herrero                 |
| 2003 | Aunque estés lejos                                | J. C. Tabío                     |
| 2003 | La mirada violeta                                 | Nacho de la Paz i Jesús Ruiz    |
| 2002 | El alquimista impaciente                          | Patricia Ferreira               |
| 2001 | La mujer de mi vida                               | Antonio del Real                |
| 2000 | Al alcance de tu mano (TV movie)                  | Antonio Hernández               |
| 2000 | Sé quién eres                                     | Patricia Ferreira               |
| 1999 | Marta y alrededores                               | Nacho Pérez de la Paz i J. Ruiz |
| 1999 | Cada día hay más besos (curt 20’)                 | Gregorio Guzmán                 |
| 1998 | Pepe Guindo                                       | Manuel Iborra                   |
| 1997 | Pequeña historia de amor en tres actos (curt 17’) | Antonio Hens                    |
| 1989 | Si me las das me las tomo                         | Miguel Ángel Lira               |

## Televisió[10]
| Any         | Títol                                  | Director/a                                    |
| ----------- | -------------------------------------- | --------------------------------------------- |
| 2020        | El desorden que dejas                  | Carlos Montero                                |
| 2019 - 2020 | El embarcadero                         | Álex Pina                                     |
| 2018        | El fútbol no es así                    | Daniel Calparsoro                             |
| 2017        | Gigantes                               | Enrique Urbizu                                |
| 2015 - 2017 | Vis a vis T1, T2, T3 (col·laboració)   | Álex Pina, Iván Escobar, David Molina Encinas |
| 2013        | Isabel                                 | Jordi Frades                                  |
| 2011        | 14 de abril. La República              | Jordi Frades                                  |
| 2010 - 2012 | Hispania, la leyenda                   | Carlos Sedes, Félix Viscarret, Pablo Malo     |
| 2010        | La princesa de Éboli (Miniserie)       | Belén Macías                                  |
| 2009        | La Duquesa                             | Salvador Calvo                                |
| 2008 - 2009 | La Señora                              | Luis Güel                                     |
| 2007        | Yo soy el Solitario (Minisèrie)        | Manuel Ríos                                   |
| 2006        | Quart                                  | Jacobo Rispa                                  |
| 2006        | El Edén perdido                        | Daniel Díaz y Manuel Estudillo (TV Movie)     |
| 2005        | Alesio                                 | Gustavo Jiménez (Studio 1 per TVE)            |
| 2005        | Lobos                                  | Manuel Estudillo e Ignacio Mercero            |
| 2002        | Hospital Central                       | Telecinco. Video Media                        |
| 2002        | Esencia de poder                       | Juan Navarrete Larrondo                       |
| 1999        | Condenadas a entenderse                | Azucena Rodríguez                             |
| 1999        | Ellas son así                          | Chus Gutiérrez                                |
| 1997        | La otra familia                        | Julio Sánchez                                 |
| 1996        | Pepa y Pepe                            | Manuel Iborra                                 |
| 1995        | Mar de dudas (el destino en tus manos) | Manuel Gómez Pereira                          |
| 1994        | Colegio Mayor                          | Rafael Moleón i José Pavón                    |

## Teatre
| Any       | Obra                                                                                           | Director/a                              |
| 2019      | La vuelta de Nora                                                                              | Andrés Lima                             |
| 2017/18   | Arte                                                                                           | Miguel del Arco (Kamikaze producciones) |
| 2016      | El pequeño poni                                                                                | Luis Luque                              |
| 2016      | La rosa tatuada                                                                                | Carme Portacelli (C.D.N)                |
| 2014/15   | Fausto, de Johann Wolfgang von Goethe en versió de Tomaž Pandur, Lada Kaštelan i Livija Pandur | Tomaž Pandur (C.D.N)                    |
| 2014      | Como gustéis de William Shakespeare, versió de María Fernández Ache                            | Marco Carniti (C.D.N)                   |
| 2013      | Doña Perfecta de Benito Pérez Galdós, versió de Ernesto Caballero                              | Ernesto Caballero (C.D.N)               |
| 2012-2013 | Málaga de Lukas Bärfuss                                                                        | Aitana Galán                            |
| 2010      | 19:30 de Patxi Amezcua                                                                         | Alfonso Fernández i Ramón Ibarra        |
| 2008      | Don Juan, Príncipe de las tinieblas, de Josep Palau i Fabre                                    | Hermann Bonnín (Teatro Español, Madrid) |
| 2006      | Siglo XX... que estás en los cielos, de David Desola                                           | Blanca Portillo                         |
| 2006      | Barcelona mapa de sombras, de Lluïsa Cunillé                                                   | Laila Ripoll (C.D.N.)                   |
| 2005      | El infierno, según Dante                                                                       | Tomaz Pandur (C.D.N.)                   |
| 2004/05   | En tierra de nadie de Danis Tanovic Adaptació: Ernesto Caballero                               | Roberto Cerdá.                          |
| 2002/03   | La gaviota, d'Anton Txèkhov                                                                    | Amelia Ochandiano.                      |
| 1999/00   | Más al sur de Carolina del Sur, d'Arturo Sánchez Velasco                                       | L. M. González                          |
| 1998/99   | Bodas de sangre, de Federico Garcia Lorca                                                      | Paco Suárez                             |
| 1997/98   | Mucho ruido y pocas nueces, de W. Shakespeare                                                  | J. C. Corazza                           |
| 1995/96   | La boda de los pequeños burgueses, de Bertolt Brecht                                           | Luis Olmo                               |
| 1995      | Terror y miseria del Tercer Reich, de Bertolt Brecht                                           | José Pascual                            |
| 1994      | Háblame de la lluvia, y déjame escuchar, de Tennessee Williams                                 | Charo Amador                            |
| 1992/93   | El mercader de Venècia, de Shakespeare                                                         | José Carlos Plaza                       |
| 1991/92   | Las comedias bárbaras, de Valle-Inclán                                                         | José Carlos Plaza                       |
| 1991/92   | Cuatro piezas cortas                                                                           | José Pedro Carrión                      |
| 1990      | La Orestíada, d'Esquil                                                                         | J. C. Plaza                             |
| 1989/92   | Hamlet, de W. Skakespeare                                                                      | J. C. Plaza                             |
| 1988      | Como gustéis, de William Shakespeare                                                           | Charo Amador                            |

## Premis i nominacions[11]
| Certamen o Premi                                       | Any  | Categoria                          | Resultat  | Pel·lícula/Obra Teatral  |
| ------------------------------------------------------ | ---- | ---------------------------------- | --------- | ------------------------ |
| XXIII Premis de la Unión de Actores y Actrices         | 2014 | Actor Protagonista de televisió    | FINALISTA | Isabel                   |
| XXII Premis de la Unión de Actores y Actrices          | 2013 | Actor Protagonista de televisió    | GUANYADOR | Hispania, la leyenda     |
| XIX Premis Unión de Actores                            | 2010 | Actor Protagonista de televisió    | GUANYADOR | La Señora                |
| I Festival de televisió I Cine històric Ciudad de León | 2009 | Menció especial del juraT          | GUANYADOR | La Señora                |
| XVIII Premis Unión de Actores y Actrices               | 2009 | Actor Protagonista de televisió    | FINALISTA | La Señora                |
| Premis Racimo                                          | 2008 | CINEMA                             | GUANYADOR | .                        |
| XVI Premis de la Unión de Actores y Actrices           | 2006 | CINEMA millor actor de repartiment | FINALISTA | Los Borgia               |
| Premi de Teatre, Provincia de Valladolid               | 2004 | TEATRE                             | GUANYADOR | .                        |
| XII Premis de la Unión de Actores y Actrices           | 2003 | TEATRE Actor protagonista          | FINALISTA | La gaviota               |
| VII edición premis Max de las Artes Escénicas          | 2003 | TEATRE Millor Actor Protagonista   | FINALISTA | La gaviota               |
| XVII Goya                                              | 2003 | CINEMA Millor Actor Revelació      | FINALISTA | El alquimista impaciente |
| Premis Turia                                           | 2003 | Interpretació cinematogràfica      | GUANYADOR | El alquimista impaciente |